# جوکار (بادغیس)
جوکار (به لاتین: Jowkar) یک منطقهٔ مسکونی در افغانستان است که در ولایت بادغیس واقع شده‌است.